# Найда Георгій Іванович
Георгій Іванович Найда (26 січня 1940, село Веселе, тепер Великовеселе Врадіївського району Миколаївської області — 13 серпня 2014, місто Херсон) — український діяч, секретар Херсонського обкому КПУ, 1-й секретар Херсонського міськкому КПУ, генеральний директор Асоціації морських торгових портів України. Народний депутат України 2-го скликання.

## Біографія
Народився у селянській родині.
У 1956—1961 роках — студент Одеського інституту інженерів морського флоту, інженер-експлуатаційник морського флоту.
У 1961—1974 роках — стивідор, технолог, заступник керівника, керівник вантажно-розвантажувального району Херсонського морського порту. Член КПРС.
У 1974—1980 роках — інструктор Херсонського обласного комітету КПУ.
У 1980—1985 роках — завідувач відділу транспорту і зв'язку Херсонського обласного комітету КПУ.
У 1985—1990 роках — секретар Херсонського обласного комітету КПУ.
У 1990 — серпні 1991 року — 1-й секретар Херсонського міського комітету КПУ.
У 1991—1992 роках — заступник бригадира, бригадир докерів Херсонського морського порту.
У 1992—1995 роках — генеральний директор Асоціації морських торгових портів України.
Член КПУ. Член ЦК КПУ з березня 1995 року. 1-й секретар Херсонського обласного комітету КПУ.
Народний депутат України 2-го демократичного скликання з .04.1994 (2-й тур) до .04.1998, Суворовський виборчий округ № 396, Херсонська область. Член Комітету з питань паливно-енергетичного комплексу, транспорту і зв'язку. Член фракції комуністів.
У грудні 1995 — травні 1998 року — член Комісії з питань морської політики при Президентові України.
З 1998 року — генеральний секретар Українського транспортного союзу.

## Нагороди
- медалі